# Costan Zarian
Constan Zarian, in armeno Կոստան Զարեան (Shamakhy, 8 febbraio 1885 – Erevan, 11 dicembre 1969), è stato uno scrittore, poeta e giornalista armeno.

## Biografia

### Gli inizi
Costan Zarian, citato anche come altrove Constantin Yeghiazarian, nacque a Shamakhy, il 8 febbraio 1885. Suo padre, Cristoforo Yeghiazarov, fu un importante generale dell'esercito russo ("un uomo forte, profondamente Cristiano e armeno") trascorse gran parte della sua vita combattendo nelle montagne del Caucaso. Morì quando Zarian aveva quattro anni.
Dopo aver frequentato il Ginnasio Russo di Baku, nel 1895, all'età di dieci anni, fu inviato ad Asnières, nei pressi di Parigi.

### In Europa
Continuò i suoi studi a Belgio, e, dopo aver ottenuto un dottorato in letteratura e filosofia presso l'Università di Bruxelles, trascorse circa un anno a scrivere e pubblicare versi in entrambe le lingue, francese e russo, tenendo conferenze sulla letteratura russa e sul teatro, vivendo più o meno come un bohemien tra gli scrittori e gli artisti.
Parlando di questo periodo della sua vita, Zarian ebbe a scrivere: "Ci siamo procurati per avere cibo a buon mercato con Lenin in un piccolo ristorante nel Ginevra, e oggi, un ubriacone sifilitico con i piedi su una sedia e mano sulla pistola mi osa dire - "Tu intellettuale contro-rivoluzionario fanatico nazionalista armeno non sei in grado di comprendere Lenin."
Oltre a Lenin, Zarian incontrò e fece amicizia anche con altri poeti, artisti e pensatori politici come Apollinaire, Picasso, Plechanov, Ungaretti, Céline, Éluard, Léger e con il celebre poeta e critico letterario Émile Verhaeren. Fu proprio quest'ultimo a suggerirgli di riprendere in mano gli studi della lingua madre e scrivere nella lingua dei suoi antenati. Ascoltando i suoi consigli, Zarian studiò con attenzione e cura l'armeno classico e l'armeno volgare presso il collegio Mechitarista sull'isola di San Lazzaro degli Armeni a Venezia fra il 1910 e il 1913. In Italia pubblicò tra le altre cose Tre Canti (1916), un libro di poesie tradotto in lingua italiana (originariamente scritto in armeno), una delle quali, dal titolo "La Primavera", venne messa in musica da Ottorino Respighi ed eseguita per la prima volta nel 1923.

### A Costantinopoli
Di lì a poco lo troviamo a Costantinopoli, che era allora il più importante centro culturale della diaspora armena. Nel 1914, insieme a Daniel Varujan, Hagop Oshagan, Kegham Parseghian, e Aharon Dadourian, fondò il periodico letterario Mehyan (Il Tempio).
Questa costellazione di giovane appassionati divenne nota come gli scrittori di Mehyan, e come i loro coetanei in Europa: i Surrealisti in Francia, i Futuristi in Italia, gli espressionisti in Germania, sfidarono le istituzioni lottando contro le tradizioni ossificate uno preparando la strada ad un nuovo movimento artistico che avrebbe inteso cambiare la società: "In città lontane le persone hanno sostenuto e hanno combattuto in giro per le nostre idee", ha scritto Zarian. "censori ignoranti avevano vietato la pubblicazione del nostro periodico, anche noti studiosi hanno guardato a noi con sospetto. Ci hanno odiato, ma non hanno osato dire nulla apertamente. Eravamo vicini alla vittoria ..." 
A quel punto, però, il governo proto-fascista dei Giovani Turchi decise di sterminare l'intera popolazione armena in Turchia. L'olocausto che ha in seguito rivendicato 1.500.000 vittime, tra circa 200 fra i più noti e importanti intellettuali, la cui stragrande maggioranza comprendeva o ruotava attorno agli scrittori di Mehyan. Zarian fu uno dei pochi sopravvissuti, riuscendo a fuggire prima in Bulgaria.

### In Italia
Varie sono le notizie sulla sua permanenza in Italia. In particolare nel mese di maggio del 1918 fece tappa a Spoleto e Perugia dove partecipò insieme alla signora Ernesta Battisti, vedova dell'irredentista Cesare Battisti e al figlio   Luigi Battisti, sottotenente degli Alpini, insieme a madame Ermeline Ruelle, rappresentante del Belgio, ad una manifestazione pubblica contro gli Imperi Centrali e per le libertà dei "Popoli Oppressi". Finì comunque per trasferirsi definitivamente a Roma. Dalla capitale italiana si mosse solo per fare ritorno nella nuova capitale armena Erevan, dove morì nel 1969.

## Opere
- Ottorino Respighi, Primavera, poema Lirico, testo di Constant Zarian, Roma, Squarci D. e Figli, 1923
- Ottorino Respighi, La mamma e come il pane caldo, per canto e pianoforte. Antica poesia popolare armena, da "4 liriche", di Constant Zarian, Milano, Ricordi, 1922
- Ottorino Respighi, No, non è morto il figlio tuo: per canto e pianoforte. Poesia popolare armena, da "4 liriche", di Constant Zarian, Milano, Ricordi, 1922
- Costante Zarian, Tre canti per dire i dolori della terra e i dolori dei cieli, Lanciano, Carabba, 1930
- The Priest of the Village of Bakontz, trans. James G. Mandalian. Armenian Review 2, Nr. 3–7 (1949), S. 28–39.
- Նաւը լերան վրայ, Boston: Hairenik Publishing House, 1943.
- Le bateau sur la montagne, trans. P. Der Sarkissian. Paris: Seuil, 1969.
- Bancoop and the Bones of the Mammoth, trans. Ara Baliozian. New York: Ashod Press, 1982.
- The Traveller and His Road, trans. Ara Baliozian. New York: Ashod Press, 1981.
- The Island and A Man, trans. Ara Baliozian. Toronto: Kar Publishing House, 1983.
- The Bride of Tetrachoma, trans. Ara Baliozian, Ararat. 1982.
- The Pig, Kapitel in A World of Great Stories, ed. H. Haydn and J. Cournos. New York: Avenel Books, 1947.
- The National Turkey Hen, trans. Ara Baliozian, in Zabel Yessayan, The Gardens of Silihdar and Other Writings. New York, Ashod Press, 1982.
- Krikor Zohrab: A Remembrance, trans. Ara Baliozian, Ararat. 1982.
- My Song, Ecce Homo, Alone und Morning, in Anthology of Armenian Poetry, ed. Diana Der Hovanessian und Marzbed Margossian. New York: Columbia University Press, 1978, S. 189–193.